# Wire and Glass/Mirror Door
Wire and Glass/Mirror Door è un singolo dei The Who pubblicato nel 2013.

## Tracce
1. Wire and Glass – 7:10 (Pete Townshend)
2. Mirror Door – 4:16 (Pete Townshend)

## I brani
Il primo brano è composto da cinque brani provenienti dall'album Endless Wire del 2006.
- I. Sound Round – 1:22
- II. Pick Up the Peace – 1:28
- III. Endless Wire – 1:51
- IV. We Got a Hit – 1:18
- V. They Make My Dream Come True – 1:13